# Contea di Dechang
La contea di Dechang (德昌县S, Déchāng XiànP) è una contea della Cina, situata nella provincia di Sichuan e amministrata dalla prefettura autonoma Yi di Liangshan.